# Чулков, Алексей Николаевич
Алексей Николаевич Чулков (1911 — неизвестно) — советский футболист, нападающий. Играл на позиции правого инсайда. В составе ЦДКА в 1935 выиграл чемпионат Москвы, а в 1936 принял участие в первых двух чемпионатах СССР и забил свой первый гол в чемпионатах страны в ворота ленинградского «Динамо», воспользовавшись ошибкой Смольникова. В сезоне 1937 выступал за московский «Металлург» (11 матчей, 2 гола).

## Достижения
ЦДКА
- Чемпионат Москвы (1): 1935 (осень)